# 1er régiment étranger de génie
Ne doit pas être confondu avec 1er régiment du génie.
Le 1er régiment étranger de génie (1er REG) est le régiment de génie combat de la 6e brigade légère blindée. Il est créé le 1er juillet 1984 sous la dénomination de 6e REG et renommé 1er REG le 1er juillet 1999 lors de la création du 2e REG. Il est héritier du 6e REI, le régiment du Levant.

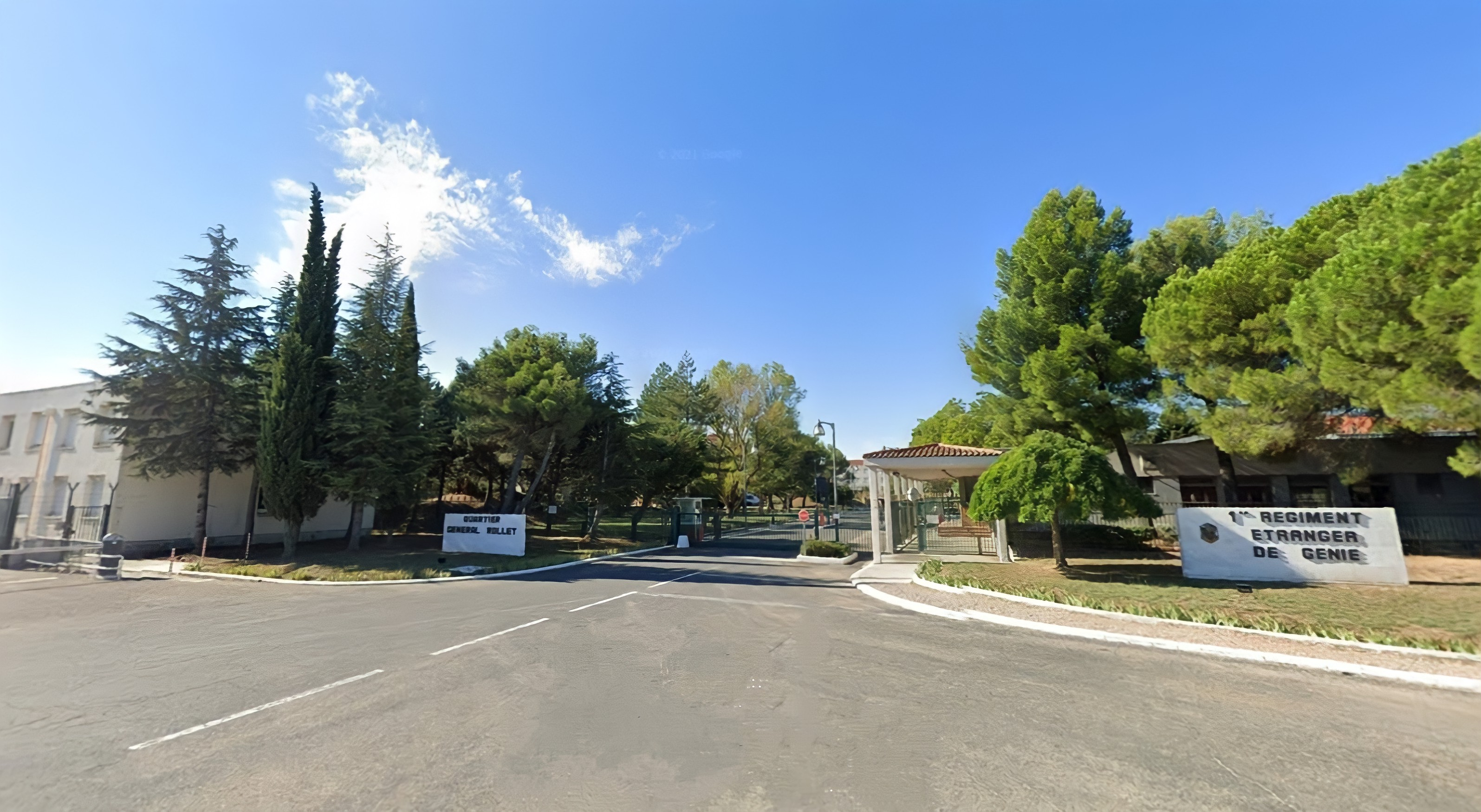
Caserne à Laudun-l'Ardoise.

Il est stationné au quartier général Rollet à Laudun-l'Ardoise (Gard) depuis sa création.
Le 1er REG remplit au profit de sa brigade des missions d'aide à la mobilité, de contre-mobilité, d'aide au déploiement et de participation à la sauvegarde. Il est en outre apte à effectuer des missions de participation directe au combat inter-armes et d'appui aux opérations spéciales.

## Création et dénominations
Le 1er juillet 1939, le 6e régiment étranger d'infanterie (6e REI) est officiellement créé. Celui-ci sera rapidement connu sous le nom de régiment du Levant.
Le 1er janvier 1942, le régiment est dissous et ses personnels sont versés au 1er régiment étranger et au dépôt commun des régiments étrangers (DCRE).
Le 1er avril 1949, le 6e régiment étranger est recréé en Tunisie à partir des éléments du 1er REI. Celui-ci est de nouveau dissous en 1955.
Le 1er juillet 1984, le 6e régiment étranger de génie (6e REG) est officiellement créé. 
Il devient le 1er REG le 1er juillet 1999 à la création du 2e régiment étranger de génie (2e REG) et hérite, par décision ministérielle du 9 juillet 1999, des traditions du régiment du Levant.

## Histoire

### Seconde Guerre mondiale
À la création du régiment en 1939, les quatrième, premier et sixième bataillons du 1er REI, deviennent respectivement, les premier, second et quatrième bataillons du nouveau régiment. Le second bataillon du 2e REI, devient lui le troisième bataillon. Les garnisons sont Homs pour le premier, Baalbek et Deir-es-Zor pour le second, Damas pour le troisième et Homs et Palmyre pour le quatrième.
Le 23 août 1941, le 6e REI débarque à Marseille, réduit à ses trois premiers bataillons et au groupe d'artillerie, par les combats en Syrie et les ralliements à la France libre.

### Le génie de combat
Les unités élémentaires du régiment sont régulièrement envoyées en missions de courte durée (MCD) pour 4 mois en Guyane, en République centrafricaine ou à Djibouti.
Dans le cadre des opérations, le régiment est engagé à deux reprises au cours de l'opération Épervier, au Tchad, d'abord pour appuyer les groupements engagés puis pour déminer la région de Faya-Largeau.
En 1991, le régiment est engagé au complet au cours de l'opération Daguet pour appuyer les troupes lors de l'assaut puis pour déminer les plages de Koweït-city.
Plus récemment, le 6e (puis 1er REG) est engagé :
- en Somalie (opération Oryx) ;
- au Cambodge (au sein de l'administration provisoire des Nations unies au Cambodge : APRONUC) ;
- à Sarajevo (dans le cadre de la force de protection des Nations unies : FORPRONU) ;
- au Rwanda (opération Turquoise), en ex-Yougoslavie (sous l'égide de l'Organisation des Nations unies puis de l'OTAN) ;
- au Kosovo (opération Trident) ;
- en Érythrée au sein de la MINUEE (mission des Nations unies en Éthiopie et Érythrée);
- au Tchad, à nouveau, au sein de l'opération Épervier;
- au Sud-Liban dans le cadre de la FINUL en mars 2020[2]

### L'aide aux populations
Dans le cadre de sa spécificité génie, le régiment a été amené à soutenir les populations civiles lors d'interventions à caractère humanitaire :
- opération Salam au Pakistan (1988-1990) : initiation des afghans aux techniques de déminage ;
- Valle d'Aosta, Italie  (2020) «catastrophe naturelle»
- Indonésie lors du raz-de-marée de 2004 ;
- France lors de diverses inondations ;
- opération Tamour (2012) à la frontière syrienne.

Au printemps 2020, le régiment est aussi engagé, sur le territoire français, au sein de l'Opération Résilience (notamment aux Antilles).

## Traditions

### Insigne
Hexagone détouré et ajouré ouvert sur une grenade à sept flammes à la bombe chargée du chiffre 1 accompagnée d'un aqueduc et d'une cuirasse mouvants de la grenade, le tout du premier métal surmontant un chevron renversé de sinople parti de gueules.
Cet insigne a été réalisé d'après un dessin du caporal-chef Paul Anastasiu, alors en service au régiment.
La cravate qui orne son drapeau perpétue toutefois les traditions du 6e régiment étranger d'infanterie, créé le 1er octobre 1939 au Levant, dont le 6e REG conservait jusqu'alors les traditions.

### Devise
- Sois fier de ton passé, confiant dans l'avenir (anciennement Ad Unum)[4]

### Faits d'armes et inscriptions sur le drapeau
Le fait d’armes inscrit sur le drapeau est : 
- Camerone 1863.

Un autre fait d’armes est :
- Koweït 1990-1991 (1990-1991)[6].

### Décorations
- Croix de guerre des théâtres d opérations extérieurs avec palme la guerre de golfe 1991
- Croix de la valeur militaire avec 1 palme (Afghanistan)[7]
- Croix de la valeur militaire avec étoile de bronze pour les actions réalisées en 2013 et 2015 dans le cadre des opérations Barkhane et Serval[8]

## Liste des chefs de corps
| 6e REG - 1984 : colonel Degré - 1985 : colonel Boileau - 1987 : colonel Martial - 1989 : colonel Manet - 1991 : colonel Petersheim - 1993 : colonel Danigo - 1995 : colonel Houbron - 1997 : colonel Ganascia | 1er REG - 1999 : colonel Ripoll - 2001 : colonel Rittimann - 2003 : colonel Breuille - 2005 : colonel Lejeune - 2008 : colonel Philippe - 2009 : colonel Nachez - 2011 : colonel Gombeaud - 2013 : colonel Coulet - 2015 : colonel Phelut - 2017 : colonel Pinard Legry - 2019 : colonel Fleuret - 2021 : colonel Perrier - 2023 : colonel Chabaud - 2025 : lieutenant-colonel Dorigny |

## Le régiment aujourd'hui

### Missions
Ses missions, au sein de la 6e brigade légère blindée de la 3e division, sont l'appui à la mobilité (déminage, etc.), à la contre-mobilité (interdiction d'itinéraires, enterrement et protection des véhicules et positions, ) et au déploiement des régiments de combat. À ce titre, il œuvre essentiellement de manière déconcentrée, dans un contexte interarmes.

### Organisation

DINOPS (Détachement d'INtervention OPérationnelle Subaquatique)

Le 1er régiment étranger de génie est composé de huit compagnies totalisant un effectif de 950 hommes :
- la compagnie de commandement et de logistique (CCL), regroupe tous les services projetables, nécessaires au commandement du régiment en opérations (transmissions, bureau opération, infirmiers, section transport, maintenance, etc.) et depuis 2011 les services de la GSBDD de Nimes Orange Laudun (services administratifs, casernement, restauration, etc.) ; elle a en outre pour mission de former les jeunes légionnaires issus de l'instruction aux spécialités génie combat ;
- quatre compagnies de génie combat constituées chacune d'une section commandement, d'une section appuis et de trois sections de « génie combat » ; ces unités sont normalement engagées aux côtés des régiments de combat de la 6e BLB pour les appuyer dans leurs missions ;
- la compagnie d'appui (CA) : elle regroupe les moyens spécialisés du régiment regroupés au sein de 7 sections: la cellule NEDEX (neutralisation des explosifs) spécialisée dans la détection et la neutralisation des pièges et explosifs, la section FOS (Fouille Opérationnelle Spécialisée) la section  PCG (Plongeurs de combat du génie) constituée des plongeurs d'intervention offensive, spécialistes d'aide au franchissement et en travaux subaquatiques (anciennement DINOPS) la section d'organisation du terrain, la section aide au déploiement, la section obstacles et la section MLF (moyens légers de franchissement)[9] ;
- la 5e compagnie de réserve, crée le 30 avril 2002 (première compagnie de réserve créée dans un régiment de la Légion étrangère), qui comme dans de nombreux régiments de l'armée de terre, regroupe les réservistes opérationnels (anciens légionnaires ou non) pour les engager sur les opérations intérieures (Vigipirate, Sentinelle, Cuirasse) ; cette compagnie est une unité spécialisée de réserve (U.S.R) : les membres de cette compagnie portent le surnom de Tigres de Baalbeck.

### Matériels
- VAB (Véhicules de l'avant blindé)
- Minautor (Disperseur de mines : MINage AUTOmatique Rapide)
- AT-15 (vehicule PC)
- Peugeot P4
- PVP
- TRM 2000.  10000
- VTL
- MFRD
- GBC 180
- EGAM
- EGRAP
- EMAD
- Grue LIEBHERR